# Sage Watson
Sage Watson (ur. 20 czerwca 1994 w Medicine Hat) – kanadyjska lekkoatletka.
W 2011 w czasie mistrzostw świata juniorów młodszych była ósma w biegu na 400 metrów przez płotki oraz zdobyła brązowy medal w sztafecie szwedzkiej. W 2013 zdobyła złoto, srebro i brąz podczas mistrzostw panamerykańskich juniorów. Brązowa medalistka igrzysk panamerykańskich w biegu rozstawnym 4 × 400 metrów (2015).
Rekordy życiowe: bieg na 400 metrów przez płotki – 54,32 (2 października 2019, Doha).

## Osiągnięcia
| Rok  | Impreza                               | Miejsce        | Konkurencja                     | Lokata     | Wynik   |
| ---- | ------------------------------------- | -------------- | ------------------------------- | ---------- | ------- |
| 2011 | Mistrzostwa świata juniorów młodszych | Lille          | bieg na 400 metrów przez płotki | 8. miejsce | 1:01,04 |
| 2011 | Mistrzostwa świata juniorów młodszych | Lille          | sztafeta szwedzka               | 3. miejsce | 2:05,72 |
| 2012 | Mistrzostwa świata juniorów           | Barcelona      | bieg na 400 metrów przez płotki | półfinał   | 58,04   |
| 2012 | Mistrzostwa świata juniorów           | Barcelona      | sztafeta 4 × 400 metrów         | 6. miejsce | 3:37,84 |
| 2013 | Mistrzostwa panamerykańskie juniorów  | Medellín       | bieg na 400 metrów              | 3. miejsce | 52,68   |
| 2013 | Mistrzostwa panamerykańskie juniorów  | Medellín       | bieg na 400 metrów przez płotki | 1. miejsce | 56,81   |
| 2013 | Mistrzostwa panamerykańskie juniorów  | Medellín       | sztafeta 4 × 400 metrów         | 1. miejsce | 3:41,53 |
| 2015 | Igrzyska panamerykańskie              | Toronto        | bieg na 400 metrów przez płotki | eliminacje | 58,36   |
| 2015 | Igrzyska panamerykańskie              | Toronto        | sztafeta 4 × 400 metrów         | 3. miejsce | 3:27,74 |
| 2015 | Mistrzostwa świata                    | Pekin          | bieg na 400 metrów przez płotki | półfinał   | 56,38   |
| 2015 | Mistrzostwa świata                    | Pekin          | sztafeta 4 × 400 metrów         | 7. miejsce | 3:27,69 |
| 2016 | Igrzyska olimpijskie                  | Rio de Janeiro | bieg na 400 metrów przez płotki | półfinał   | 55,44   |
| 2016 | Igrzyska olimpijskie                  | Rio de Janeiro | sztafeta 4 × 400 metrów         | 4. miejsce | 3:26,43 |
| 2017 | Mistrzostwa świata                    | Londyn         | bieg na 400 metrów przez płotki | 6. miejsce | 54,92   |
| 2018 | Igrzyska Wspólnoty Narodów            | Gold Coast     | bieg na 400 metrów przez płotki | 5. miejsce | 55,55   |
| 2019 | IAAF World Relays                     | Jokohama       | sztafeta 4 × 400 metrów         | 4. miejsce | 3:28,21 |
| 2019 | Igrzyska panamerykańskie              | Lima           | bieg na 400 metrów przez płotki | 1. miejsce | 55,16   |
| 2019 | Igrzyska panamerykańskie              | Lima           | sztafeta 4 × 400 metrów         | 2. miejsce | 3:27,01 |
| 2019 | Mistrzostwa świata                    | Doha           | bieg na 400 metrów przez płotki | 8. miejsce | 54,82   |
| 2019 | Mistrzostwa świata                    | Doha           | sztafeta 4 × 400 metrów         | –          | DQ      |
| 2021 | Igrzyska olimpijskie                  | Tokio          | sztafeta 4 x 400 metrów         | 4. miejsce | 3:21,84 |
| 2022 | Halowe mistrzostwa świata             | Belgrad        | sztafeta 4 × 400 metrów         | 8. miejsce | 3:31,45 |